# Jeunes-France
Pour les articles homonymes, voir Jeune France (homonymie).

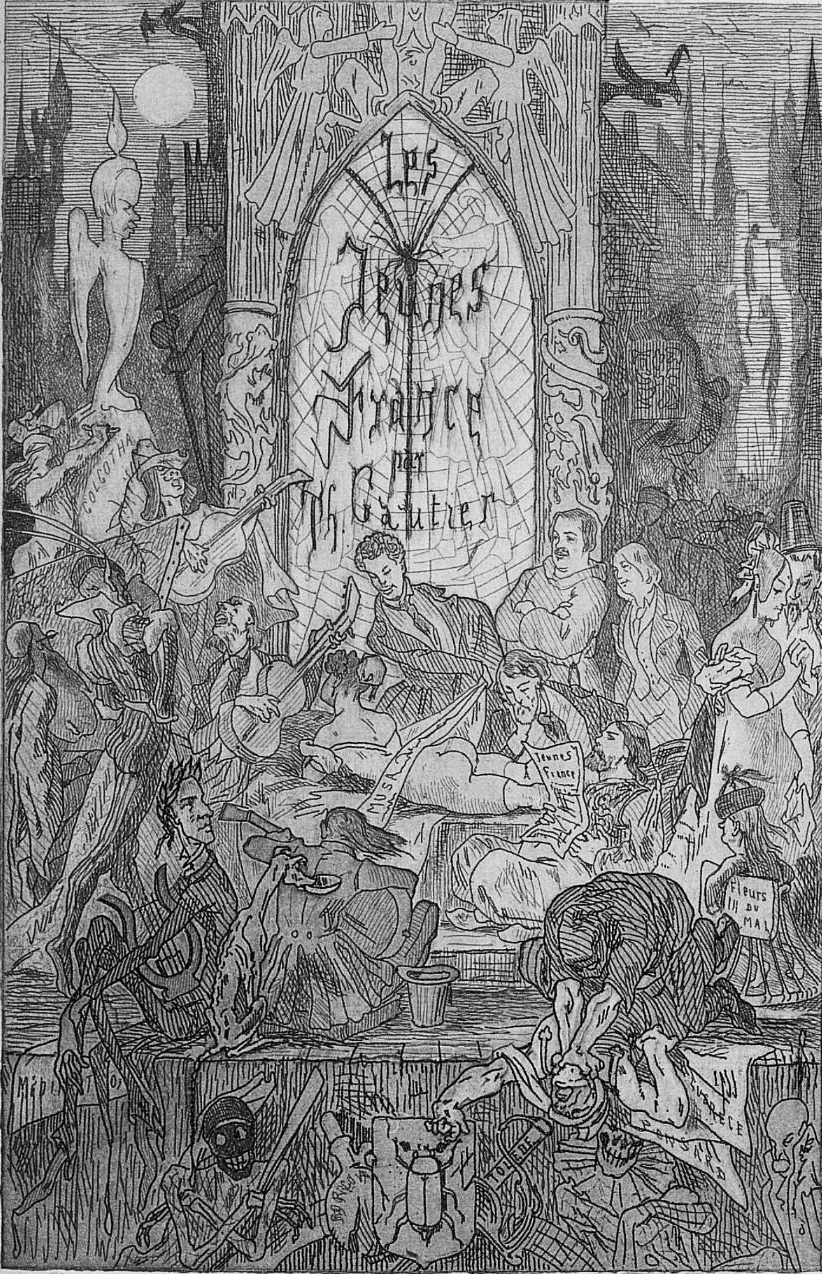
Frontispice de Félicien Rops pour Les Jeunes-France de Théophile Gautier (édition de 1866).

Les Jeunes-France sont des jeunes romantiques français regroupés vers 1830 autour de Pétrus Borel, Gérard de Nerval et Théophile Gautier. L'expression est créée par Le Figaro le 30 août 1831, empruntée à La Jeune France, un journal publié de juin à septembre 1829 par le républicain Eugène Plagniol et son collaborateur Léon Gozlan.

## Histoire

### Le Petit-Cénacle
Introduit par Gérard de Nerval et Pétrus Borel dans le cénacle de Victor Hugo, Théophile Gautier et son groupe d'amis créent par la suite le Petit-Cénacle, qui se regroupe dans l'atelier de Jehan Du Seigneur : 

« La réunion se composait habituellement de Gérard de Nerval, de Jehan du Seigneur, d'Augustus MacKeat, de Philothée O'Neddy (chacun arrangeait un peu son nom pour lui donner plus de tournure), de Napoléon Tom, de Joseph Bouchardy, de Célestin Nanteuil, un peu plus tard, de Théophile Gautier, de quelques autres encore, et enfin de Petrus Borel lui-même. Ces jeunes gens, unis par la plus tendre amitié, étaient les uns peintres, les autres statuaires, celui-ci graveur, celui-là architecte ou du moins élève en architecture. »

## Postérité
Théophile Gautier publie le 17 août 1833 Les Jeunes-France, romans goguenards, recueil de nouvelles fondées sur des souvenirs.

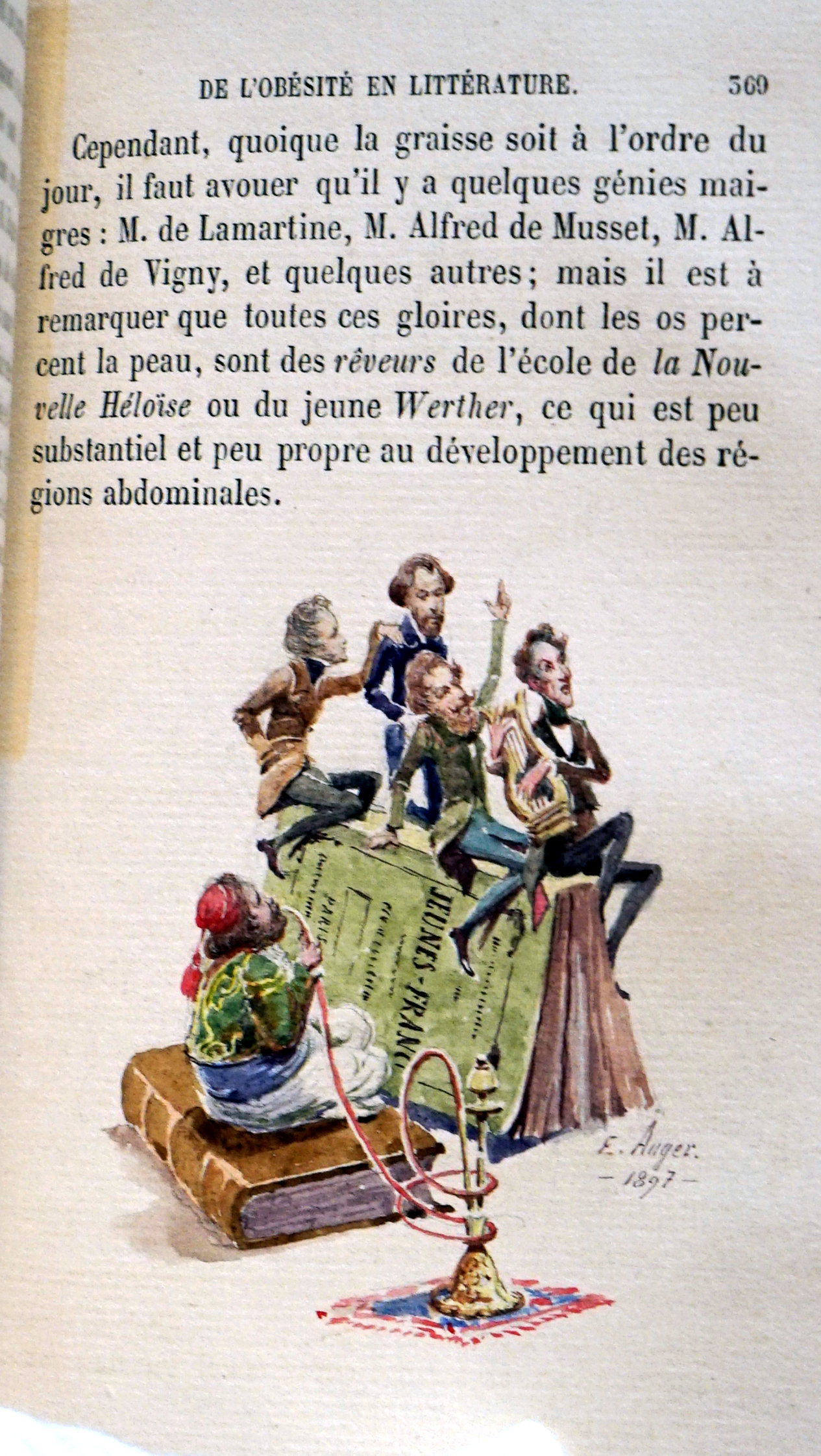
Les Jeunes-France contre
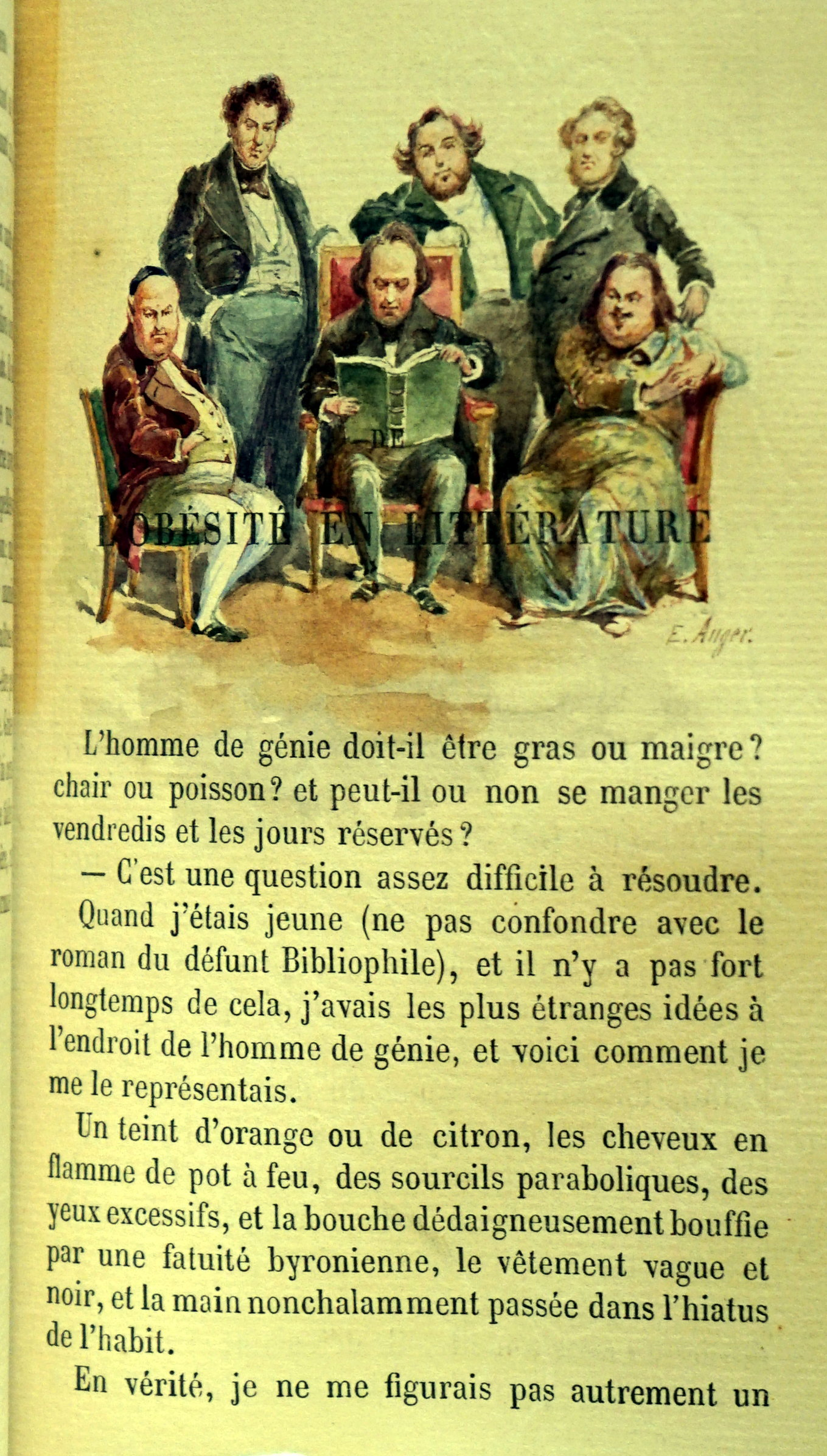
l'obésité en littérature, dessin Eugène Auger.

## Description
Animés par des idées libérales et opposés aux conventions bourgeoises, à l'utilitarisme bourgeois, aux commerçants, aux propriétaires, aux concierges, aux académiciens et à Louis-Philippe, ils se distinguent par leurs outrances langagières (avec des injures comme « perruque ! » ou « bourgeois ! »), vestimentaires (ils prônent le port de la barbe, les cheveux longs, et portent des costumes colorés, par opposition aux costumes noirs des bourgeois) et anti-idéologiques, dont se sont servis leurs adversaires, dans la presse, pour dénoncer le mouvement romantique. Passionnés d'art, auquel ils attribuent souvent une mission visant à transformer le réel, ils représentent des soutiens fidèles de leurs aînées dans la bataille qui les oppose aux classiques, en particulier au théâtre, où a lieu notamment la bataille d'Hernani. Même s'il n'ont pas participé aux Trois Glorieuses, ils sont républicains.

### Ouvrages généraux
- Théophile Gautier, Histoire du Romantisme, Paris, Charpentier, 1874, 410 p. (lire en ligne)
- Józef Heistein, La Révolution française et ses fantasmes dans la littérature, Wydawn, Uniwersytetu Wrocławskiego, 1992, 238 p. (ISBN 83-229-0641-2)
- Georges Matoré, Le vocabulaire et la société sous Louis-Philippe, Slatkine Reprints, 1967, 371 p.

### Études
- Théophile Gautier, Les Jeunes-France : romans goguenards, Eugène Renduel, août 1833, 350 p. (lire en ligne)
- Paul Bénichou, « Jeune-France et Bousingots : essai de mise au point », Revue d'histoire littéraire de la France, Presses universitaires de France, no 3,‎ mai-juin 1971, p. 439-462
- Jean-Luc Steinmetz, « Pour en finir avec les « petits romantiques » », Revue d'histoire littéraire de la France, Presses universitaires de France, vol. 105, no 4,‎ 2005, p. 891-912 (lire en ligne)
- Anthony Glinoer (dir.), « Autour des Jeunes-France », Les Cahiers du XIXe siècle, Nota Bene, nos 3-4,‎ 2008-2009 (ISBN 978-2895183297)